# Neues Rezeptur-Formularium
Das Neue Rezeptur-Formularium (NRF) ist ein von der ABDA – Bundesvereinigung Deutscher Apothekerverbände herausgegebenes Sammelwerk, in dem Formeln, Standardisierungen und apothekengerechte Herstellungstechniken von Arzneimitteln erfasst sind. Es dient der Qualitätssicherung von Rezepturarzneimitteln (Magistralrezepturen), vor allem für jene Arzneistoffe, die nicht als Fertigarzneimittel verfügbar sind (Orphan-Arzneimittel, Compassionate Use).
Das NRF  wird seit 1983 herausgegeben. Es ersetzte die Deutschen Rezeptformeln (DRF), zahlreiche Vorschriften sind von den Standardrezepturen 1990 (SR), der letzten in der DDR amtlichen Formelsammlung, übernommen. Die Inhalte des NRF werden vom Pharmazeutischen Laboratorium der NRF-Arbeitsgruppe in Eschborn erarbeitet.
Das NRF ist inzwischen dem Deutschen Arzneimittel-Codex angegliedert.
Beim Einsatz von Magistralrezepturen übernehmen Arzt und Apotheker Haftungsrisiken und Aufklärungsverpflichtungen, die normalerweise den pharmazeutischen Unternehmen unterliegen. Daher sollten Rezepturen nicht bedenkenlos und erst nach ausführlicher, schriftlicher Aufklärung des Patienten über Wirkungen und alle möglichen Nebenwirkungen des Rezepturarzneimittels eingesetzt werden.
Die Herstellung von Rezepturen in Apotheken beruht auf einer im Arzneimittelgesetz (AMG) geregelten Ausnahme der für Pharmahersteller gültigen pharmazeutischen Zulassungsverpflichtung. Sie ist dazu gedacht, Ärzten die Möglichkeit einzuräumen, Patienten optimal zu behandeln, für die es keine geeigneten Fertigarzneimittel gibt. Daher legen die deutschen Gerichte die Möglichkeit der Nutzung dieser Ausnahme der Zulassungsverpflichtung von Arzneimitteln eng aus. Eine Herstellung in der Apotheke muss auch bei Berufung auf diese Ausnahme anerkannten pharmazeutischen Regeln folgen. Eine Resolution des Ministerrats der Europäischen Union vom 19. Januar 2011 verdeutlicht, dass eine Nutzung von Rezepturen nur dann angezeigt ist, wenn dadurch ein deutlicher Zusatznutzen für den Patienten vorliegt, oder kein Fertigarzneimittel zur Verfügung steht. Sofern ein zugelassenes Fertigarzneimittel zur Verfügung steht und keine klinische oder wissenschaftliche Begründung für die Nutzung einer Magistralrezeptur vorliegt, muss das Fertigarzneimittel eingesetzt werden. Da diese Resolution vom „European Committee on Pharmaceuticals and Pharmaceutical Care“ ausgearbeitet wurde, entspricht sie einer pharmazeutischen Regel und ist daher als Voraussetzung für die Herstellung von Magistralrezepturen anzuwenden. Dem entsprechen auch verschiedene deutsche Oberlandesgerichte, die den Nachbau von Fertigarzneimitteln unter Berufung auf die Ausnahmeregelung im AMG verbieten.